# Heinrich Kühne (Admiral)

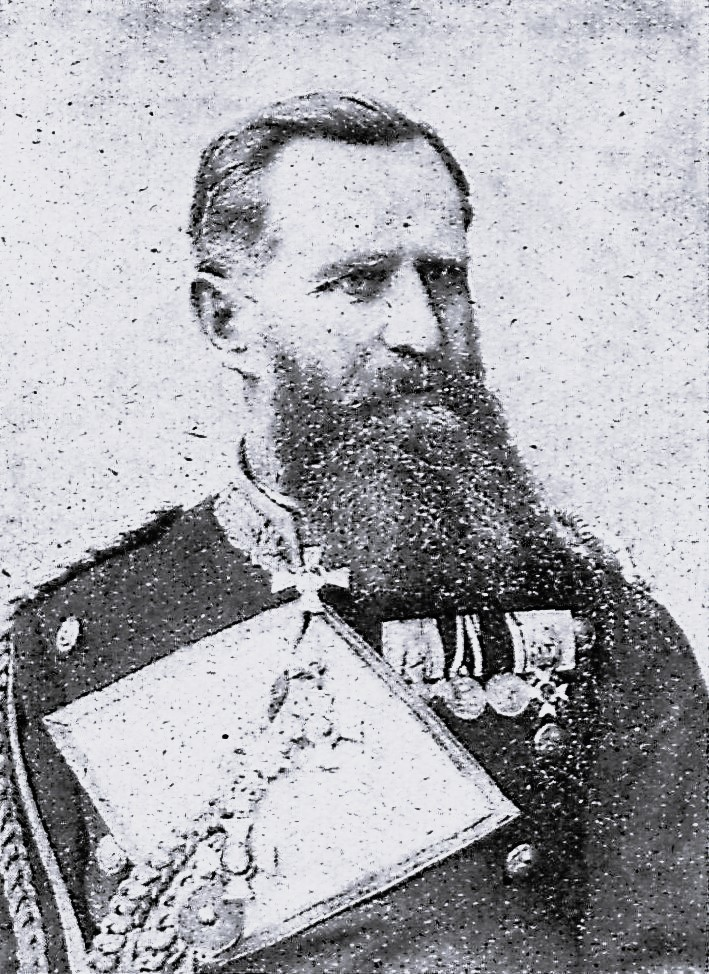
Vize-Admiral a. D. Heinrich Kühne

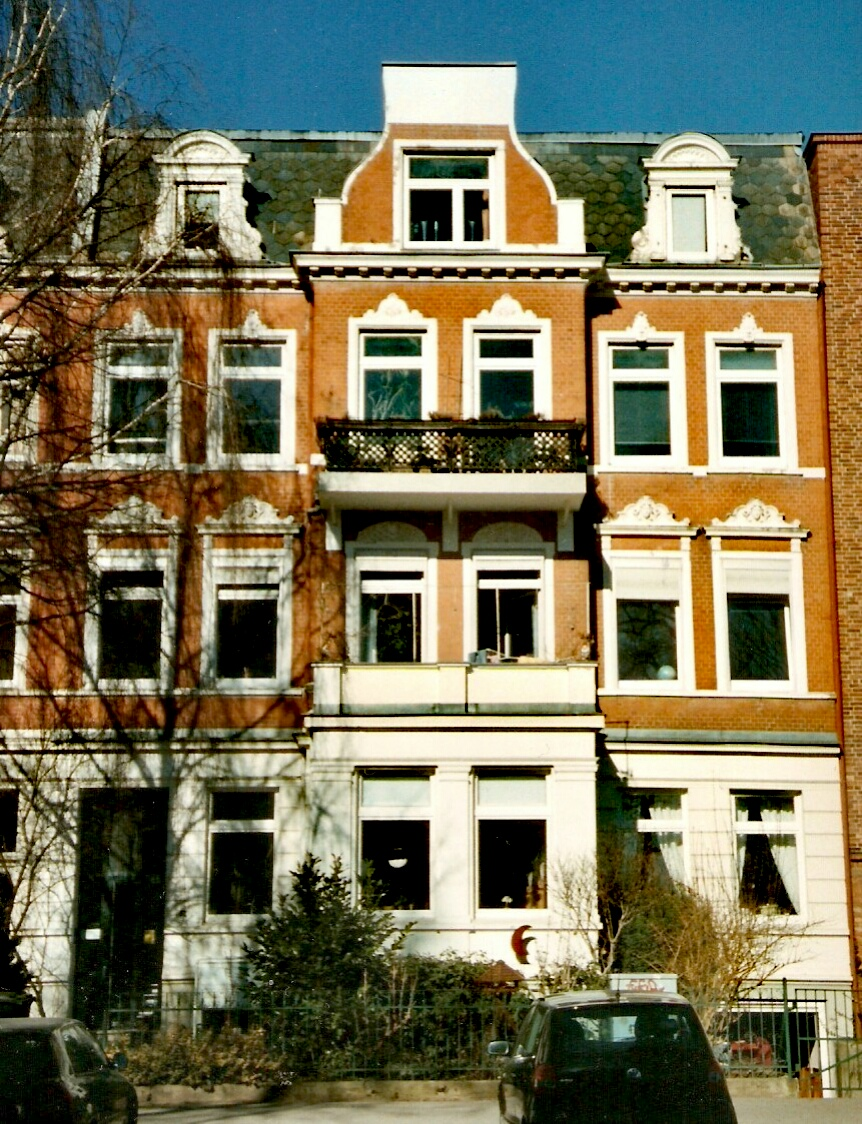
Wohnsitz zu Lübeck

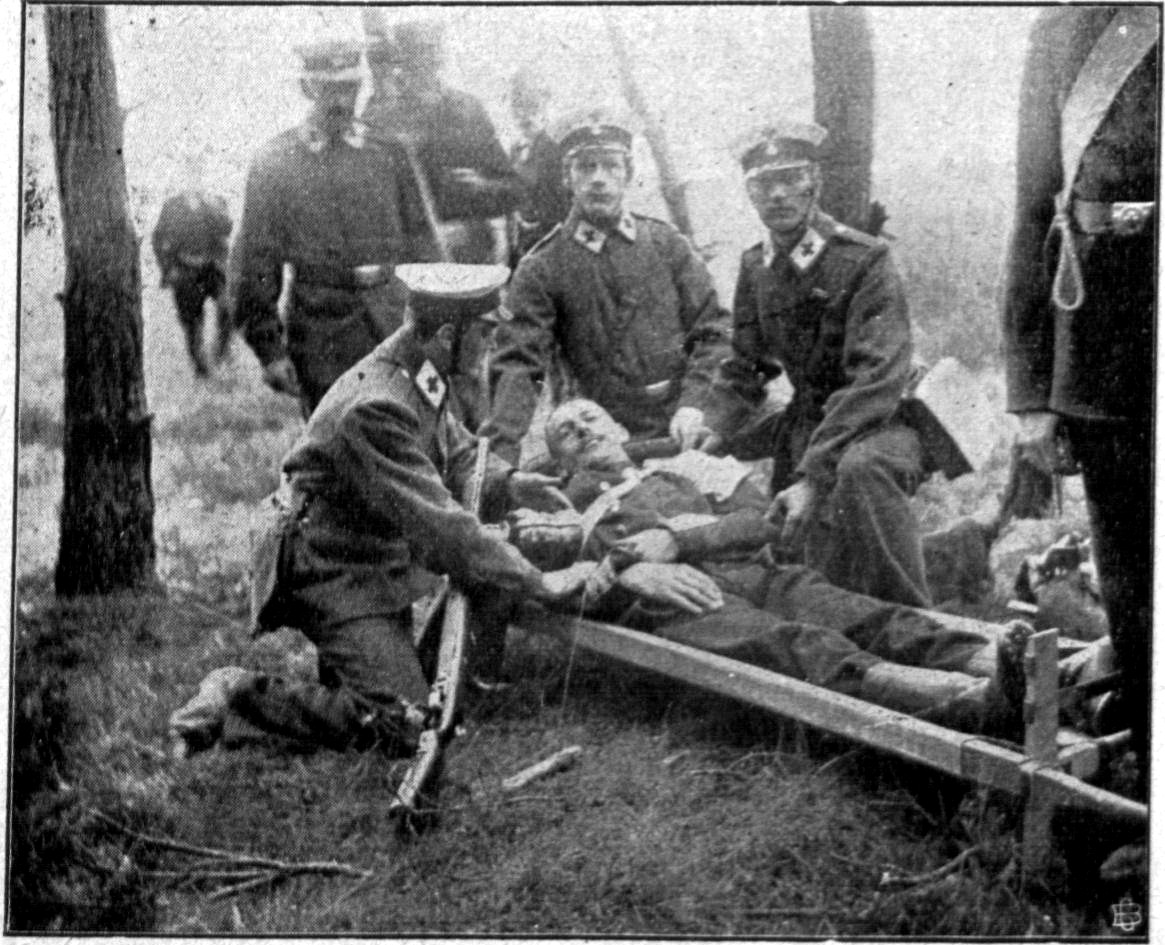
Sanitätskolonnenübung auf der Palinger Heide im Jahr 1907; rechts hinter dem hockenden Sanitäter ist einer der Hauptorganisatoren, Heinrich Kühne, zu sehen

Ludwig Heinrich Kühne (* 18. Mai 1838 in Merseburg; † 10. Oktober 1926 in Lübeck) war deutscher Marineoffizier, zuletzt Vizeadmiral.

## Leben
Kühne trat am 24. Juni 1854 als Kadettenaspirant in die Preußische Marine ein. Zunächst wurde er auf der Segelkorvette Amazone und dem Schulschiff Mercur ausgebildet, bevor er nach seiner Ernennung zum Volontärkadett am 15. November 1854 an das Seekadetteninstitut kam.
Als Seekadett nahm er am 7. August 1856 auf der Dampfkorvette Danzig unter dem Kommando des Prinzen Adalbert an dem Gefecht gegen die Rifpiraten bei Cap Tres Forcas teil. Am 8. Oktober 1859 zum Fähnrich zur See befördert, nahm er an der ersten Expedition des Ostasiengeschwaders nach Japan an Bord der Korvette Arcona unter dem Kommando des Grafen Eulenburg teil und kehrte 1862 als Leutnant zur See II. Klasse in die Heimat zurück.
Von 1864 bis 1866 war er Kommandant des Kanonenboots Delphin. Hier wurde er 1865 zum Kapitänleutnant befördert. Am 23. Januar 1871 folgte die Beförderung zum Korvettenkapitän. Mit der Korvette Ariadne ging er von 1874 bis 1876 gegen die Seeräubereien in den chinesischen Gewässern vor. 1876 wurde er zum Kapitän zur See befördert. Im Übungsgeschwader befehligte er als Kommandant im Sommer 1878 König Wilhelm, 1880 und 1881 Preußen. Vom 18. Oktober 1881 bis zu seiner Verabschiedung am 17. Februar 1885 war Kühne, der zwischenzeitlich am 27. Dezember 1883 zum Konteradmiral befördert worden war, Oberwerftdirektor der Kaiserlichen Werft Kiel.
Im Ruhestand verzog er nach Lübeck. Hier wirkte er als Vorsitzender in diversen vaterländischen Vereinen wie dem Marineverein und dem Deutschen Flottenverein. Er trat der Gesellschaft zur Beförderung gemeinnütziger Tätigkeit bei. 1895 wurde er erstmals als Mitglied in das Central-Komitee zu Vorbereitung der Sedanfeierlichkeiten Lübecks gewählt. Seine besondere Aufmerksamkeit galt der Förderung und Weiterentwicklung des Lübecker Sanitätskolonnenwesens. So hielt er im Dezember des Jahres 1901 bei der Gemeinnützigen seinen Vortrag über das Rote Kreuz und dessen Wesen und Wirken. Die Lübeckischen Blätter publizierten diesen Vortrag in ihren Ausgaben Nr. 5, 6 und 7 in ihrer Rubrik Reichsangelegenheiten Abschnitt Militärisches im darauffolgenden Jahr.
Die Kompetenz der Kolonne und deren Entwicklung wurde alljährlich mit Unterstützung des heimischen Regiments öffentlich mit einer Sanitätskolonnen-Uebung demonstriert. Ein von ihm entwickeltes Traggestell wurde im Ersten Weltkrieg als Traggestell des sogenannten Systems Lübeck in Lazarettzügen und -schiffen verwendet.
Der Geographischen Gesellschaft, sie gehörte zur Gemeinnützigen, trat er gleichfalls bei. Hier wusste er auf einem der regelmäßig stattfindenden Herrenabende im Jahre 1894 mit einem Vortrag über seine Erlebnisse auf der Ariadne vor der Küste Chinas zu begeistern. Im März 1895 hielt er einen Vortrag über seine Reiseerlebnisse auf der ersten preußischen Expedition nach Japan.
Im Januar 1896 trat er erstmals bei den regelmäßig stattfindenden Deutschen Abenden der Gesellschaft mit einem Vortrag bzgl. der Ereignisse in Transvaal mit despektierlicher Nennung der britischen Berichterstattung eines gewissen Churchills in Erscheinung. Des Weiteren nahm er in Verbindung mit dem Abend regen Anteil an der anstehenden lübeckischen Feier des 25. Gedenktages der Gründung des Deutschen Reiches. Diese leitete er 1898 zum ersten Male. Nach der am 26. Oktober 1900, dem 100. Geburtstag des Lübecker Ehrenbürgers v. Moltke, von ihm gehaltenen Festrede, welche überregional positive Reaktionen fand, ernannte man ihn zum Mitglied im geschäftsführenden Ausschuss. Am 16. Januar 1898 wurde er in den Kirchenvorstand von St. Aegidien gewählt.
Nach seinem langjährigen Wirken innerhalb des Verbandes gab die Moltkefestrede für den Kriegerverband Lübeck den Ausschlag, ihn zu seinem Ehrenvorsitzenden zu ernennen. Auf deren 1901 in Israelsdorf stattfindender Festveranstaltung anlässlich deren zehnjährigen Bestehens hielt er die Festrede. In der Deutschen Kolonialgesellschaft, Abteilung Lübeck, referierte er 1898 über Uhehe in Deutsch-Südwestafrika, im November wurde er in deren Vorstand berufen. Ihm oblag ferner die Verantwortung der in Lübeck vom 5. – 8. Juni 1901 stattfindenden Tagung der Deutschen Kolonialgesellschaft. Die Abteilung Lübeck der hatte unter anderem am 20. November 1907 in den Räumen der Gemeinnützigen seine Hauptversammlung. Zu dessen Vorstand gehörten unter anderen Admiral Kühne als erster Vorsitzender, Generalmajor Paul Stern als zweiter Vorsitzender, Johann Martin Andreas Neumann, Georg Reimpell, Hauptpastor Lindenberg, Heinrich Gaerderz, Christian Reuter, Major Adolf von Tiedemann, Hermann Eschenburg und Carl Dimpker.
Die Kunde, dass er ein guter Redner war und mit ausgedehnten geschichtlichen Kenntnissen zu beeindrucken wusste, drang bis nach Süddeutschland. Hier wurde er bald „als der echte, rechte Vertreter des Gedankens der Erstarkung der deutschen Seemacht“ bejubelt.
In Anerkennung seiner Verdienste wurde ihm am 10. September 1904 der Charakter eines Vizeadmirals verliehen.

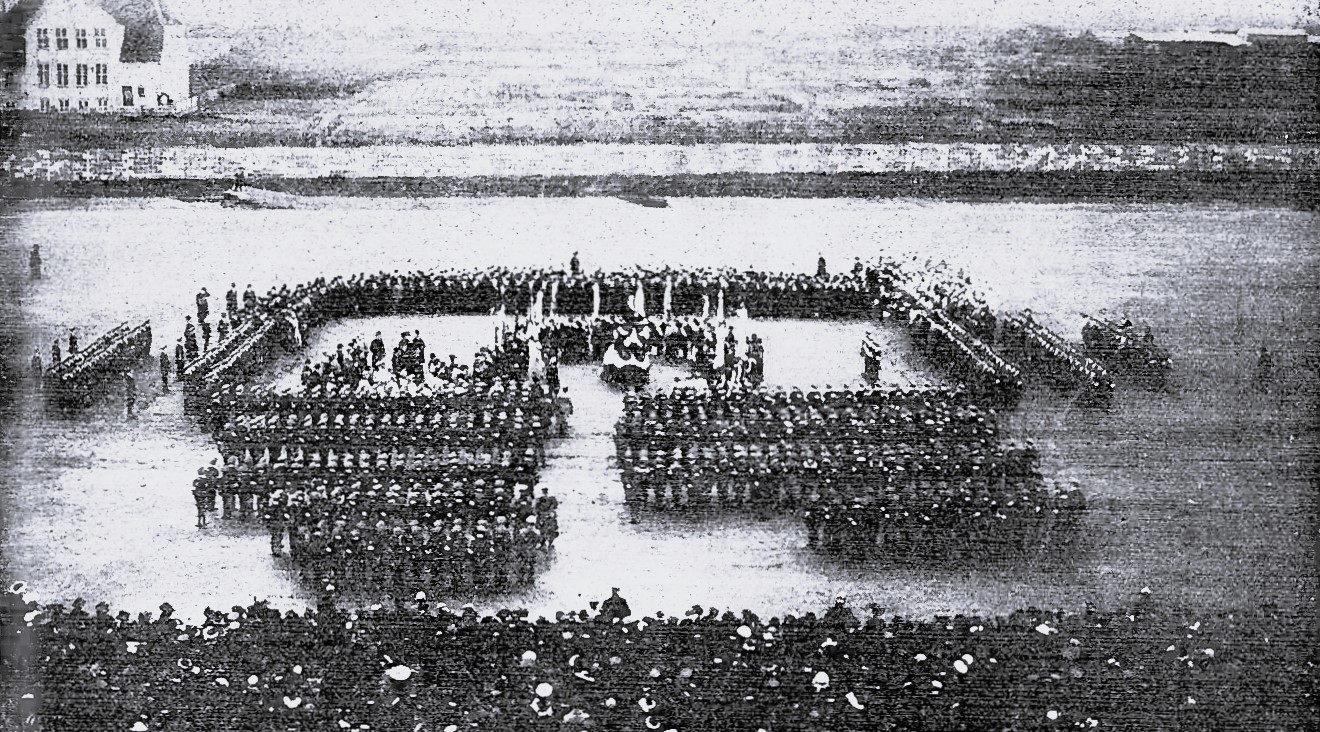
Ansprache Pastor Mildensteins zur Fahnenweihe

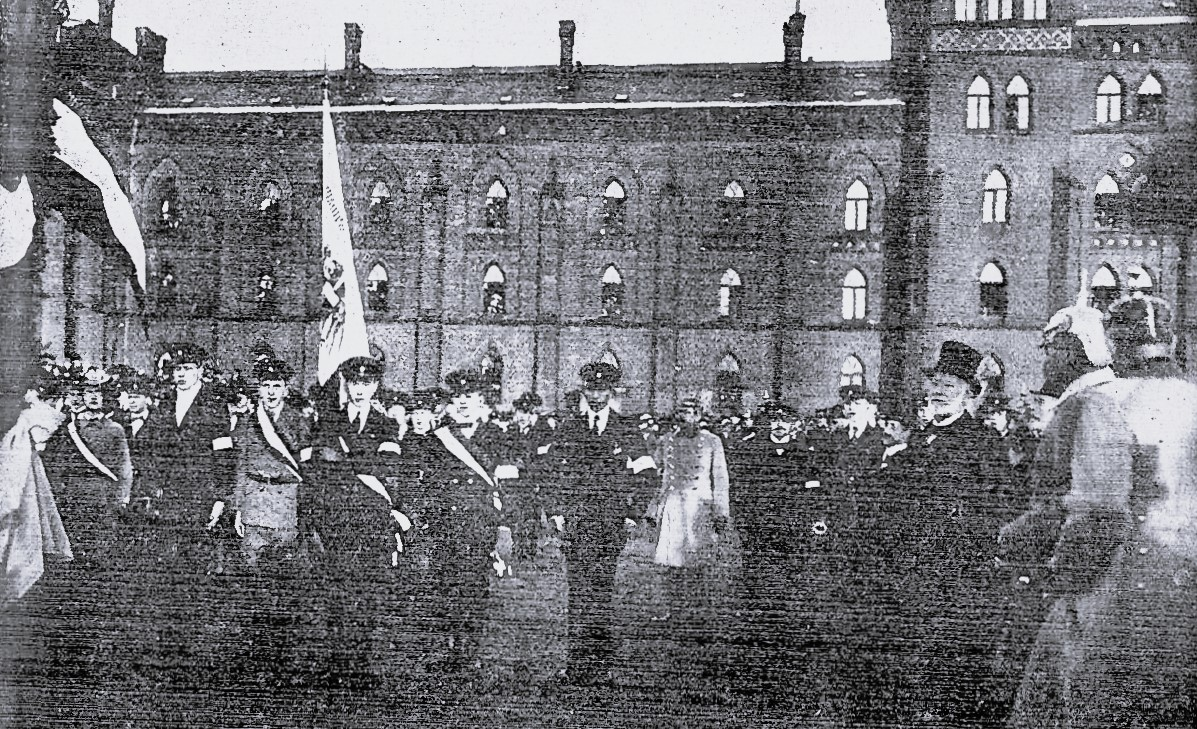
Vereinsfront

Sämtliche Vereine des Landeskriegerverbandes folgten am Nachmittag des 17. Januar 1915 vom Markt aus der Schutzmannkapelle auf den Hof der Alten Kaserne zur Fahnenweihe der Jungwehr. Unter Führung des Polizeimajors Moritz Grünweller hatten dort links und rechts eines Rednerpultes die Jugendkompanien Aufstellung genommen. Die Jugendwehr, die sich in Lübeck wie im ganzen deutschen Reich gleich nach Ausbruch des Krieges bildete, diente als eine freiwillige Organisation unter der Führung alter Militärs und tatkräftiger Männer der militärischen Vorbildung der Jugend. Hinter der Rednerkanzel sammelten sich die Landeskriegervereine mit ihren Fahnen, ihm als Ehrenvorsitzenden des Verbandes, der Vorsitzende Druckereibesitzer und Verleger des Lübecker Verbandes Julius Heise, der stellvertretende Oberst v. Kuenheim, Bürgermeister Johann Hermann Eschenburg, Senats- und Bürgerschaftsmitglieder, andere Ehrengäste und eine große Menschenmenge. Die feierliche Übergabe der vom Landeskriegerverband gestifteten Fahne begann mit dem Niederländischen Dankgebet, bevor Pastor Wilhelm Mildenstein das Pult bestieg und eine von den Befreiungskriegen von 1813 über den Deutsch-Französischen Krieg in den derzeitigen Krieg reichende Rede hielt. Nach einem Choral überbrachte Julius Heise  die Grüße des Landeskriegerverbandes, hieß die Mitglieder der Jugendwehr als jüngste Kameraden und brachte ein begeistert aufgenommenes „Hoch“ auf den Kaiser aus. Die Kaiserhymne wurde gesungen. Der Oberst übergab hierauf den zu Fahnenträgern Erkorenen Vorgetretenen die in lübschen Farben gehaltene einen Adler tragende Fahne. Diese dankten mit dem Gelöbnis, dass sie allen Mitgliedern ein Ansporn zu treuester Pflichterfüllung werden solle. Nachdem der Landeskriegerverband in Person des Schriftführers, Malermeister Wilhelm Siems, und das dem Pfadfinderbund angegliedertem Pfadfinderkorps in Person des Hauptfeldmeisters, Lehrer Wilhelm Groth, mit je einem Fahnennagel die Fahne schmückten, endete die Zeremonie mit dem Absingen des Deutschlandliedes. Nach dem Abschreiten der Front der Vereine durch den Bürgermeister, Oberst sowie Polizeimajor zogen unter den Klängen der Schutzmannschaftskapelle der Landeskriegerverband sowie sämtliche Kompanien der Jugendwehr zum Markt. Dort konzertierte die Kapelle während für die Kriegsgefangenen Lübecker gesammelt wurde.
Während des Ersten Weltkriegs förderte er die Sammlung zum Besten der Marine und die Verteilung der gesammelten Gaben an die an der belgischen Küste stehenden Marineteile.
1918 feierte der zu jener Zeit lebensälteste Seeoffizier seinen 80. Geburtstag. In seinem Haus, das an jenem Tage wie zu einer Siegesfeier mit Flaggen geschmückt war, trafen an jenem Tage viele Telegramme ein. So gratulierte der Kaiser sehr huldvoll, der Staatssekretär des Marineamtes von Capelle, der Chef der Marinestation der Ostsee von Holtzendorff oder Admiral Bachmann, um nur die Bekanntesten zu nennen. Der Lübecker Senat verlieh ihm das Lübecker Hanseatenkreuz, welches ihm vom Bürgermeister Emil Ferdinand Fehling samt Schreiben persönlich überreicht wurde.
Am 24. Juni 1924 feierte der greise Admiral sein 70-jähriges Militärjubiläum. Wie sehr seine geistige Frische ihn noch zu jener Zeit regen Anteil an den Geschicken seines Vaterlandes und der geliebten Marine nehmen liess, zeigte unter anderem, dass sich der 86-jährige Jubilar durch sein hohes Alter nicht abhalten ließ, den Kreuzer Hamburg und die Torpedobootflottille, die kurz davor in Lübeck vor Anker lagen, persönlich zu besuchen.

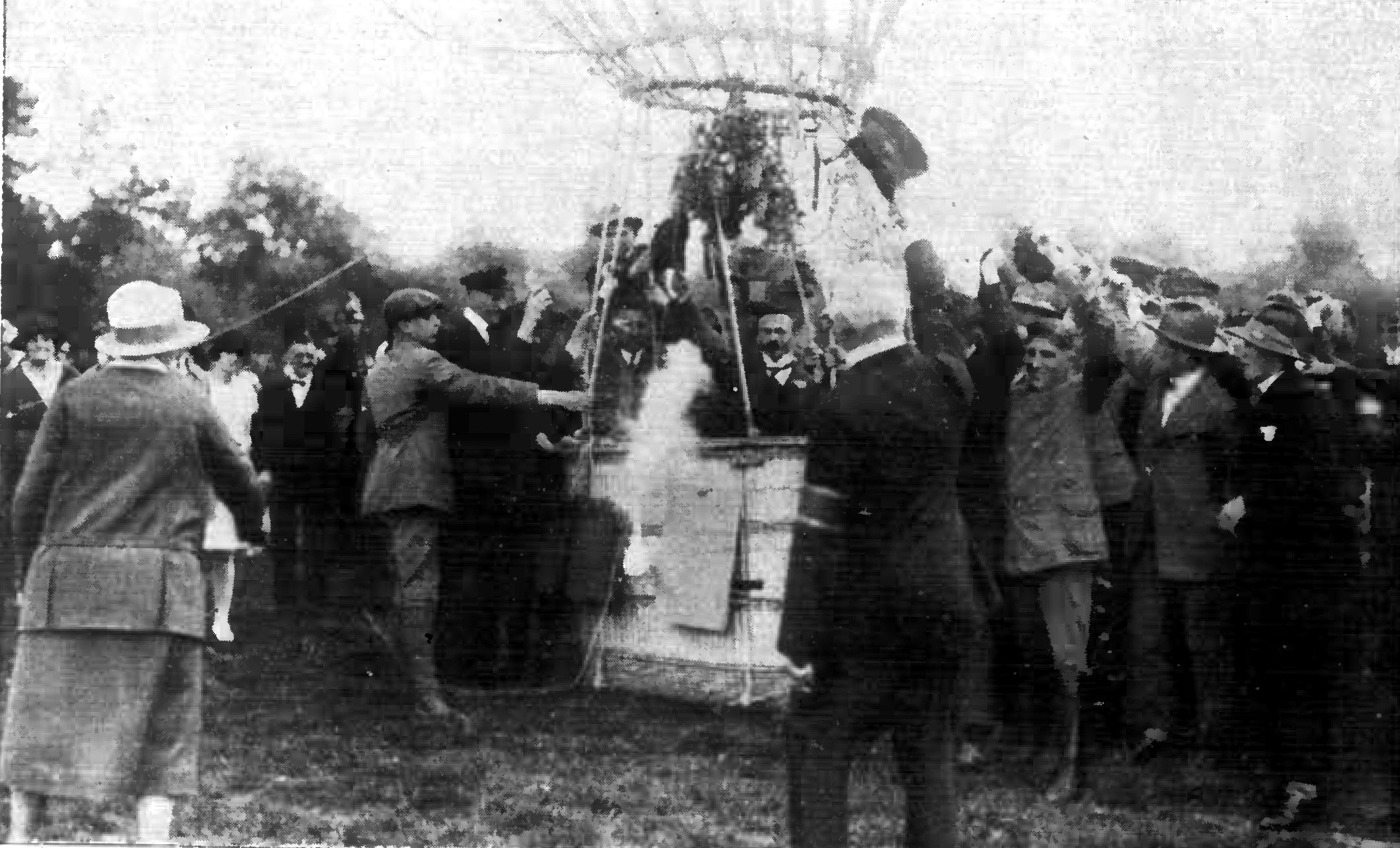
Taufe des Ballons „Lübeck“ (am Korbe explodiert die Flasche mit flüssiger Luft).

Der lübeckische Verein für Luftfahrt hatte im Weltkrieg seinen ersten Ballon „Lübeck“ für Kriegszwecke abgeben müssen und nicht wiedererhalten. Erst Jahre später wurde der Verein durch die „Reise-Brief-Lotterie“ in die Lage versetzt, einen neuen Ballon zu beschaffen. Nachdem Kühne am 30. Mai 1926 auf dem Buniamshof die Taufrede hielt, vollzog Frau Direktor Möller, Gattin des zweiten Vorsitzenden des Vereins, die Taufe auf den Namen „Lübeck“ mittels flüssiger Luft. Als PR-Aktion, einer Zielfahrt mit Auto- und Motorradverfolgung, hoben drei Ballone, es waren ebenfalls die Ballone „Hamburg“ und „Bremen“ aus den Hansestädten hier befüllt worden, als Teil der programmmäßigen Veranstaltungen der 700-Jahr-Feier der Stadt vom ab.
Kurz vor seinem Tode trat Kühne noch bei einer Veteranenfeier im lübeckischen Hindenburghaus auf. Die Trauerfeier fand am 14. Oktober 1926 in der Lübecker Aegidienkirche statt. Von dort wurde er in das Krematorium überführt. Beigesetzt wurde die Urne auf dem Burgtorfriedhof (Bereich: Neuer, Grab: 19-II). Heute ist diese Stelle längst neu belegt.

## Auszeichnungen
- Chinesischer Drachen-Orden
- Roter Adlerorden zweiter Klasse mit Eichenlaub
- Kronenorden zweiter Klasse
- Kriegsdenkmünzen
- Rote Kreuz-Medaille
- Mehrere höhere ausländische Orden
- Lübecker Hanseatenkreuz

## Werke
- Festrede zu Moltkes 100. Geburtstag
- Das Rothe Kreuz sein Wesen und Wirken – gehalten am 15. Dezember 1901
- Die Erziehung der Eingeborenen zur Arbeit, das Haupthindernis für die nützliche Entwicklung unserer Kolonie – gehalten auf den Deutschen Abend am 10. Dezember 1902